# Herpeperas griseoapicata
Herpeperas griseoapicata là một loài bướm đêm trong họ Noctuidae.